# Глибокий Потік
Глибокий Поті́к — село в Солотвинській селищній громаді Тячівського району Закарпатської області України.

## Географія
Через село тече річка Глибокий Потік (Бецкоу), за 30 км на північний схід від районного центру та за 17 км від залізничної станції Солотвина. Але на карті зафіксована як Глибокий Потік, права притока Апшиці. Село має специфічні назви вулиць (Дялу Урсулуй,Прихозєл,Дялу Боулуй і.т.д)

## Історія
Засновано на початку XIX століття. У 1946 році Глибокий Потік виокремлене зі складу Нижньої Апші. Також є згадки про село з XV сторіччя, про існування в місцевості окремих господарств, та хуторів. 
Згадується те що мешканці села брали активну участь в повстаннях Дожи та потім Хороброго Пінти, навіть в селі один з потоків несе його ім'я - Поток Пинті (Vale Pinti). Мешканці села миролюбні, гостинні та роботящі люди, завжди любили спокій та свободу. Про що стверджує саме поселення, де до 70 роках XX сторіччя люди жили окремими господарствами ,та кожен мав свою частку лісу ,потік ,лугів та орної землі. Та не охотно переселялися до сіл з купченою системою, де вони стверджували що їм там душно.
Село має специфічні назви вулиць (Дялу Урсулуй,Прихозєл,Дялу Боулуй і.т.д)

## Населення
Село є моноетнічним — за даними перепису населення 2001 року 98,39% жителів вказали рідною мовою румунську.

## Туристичні місця
- Церква Воздвижения Чесного Хреста. 1926.
- Поток Пинті (Vale Pinti)

## Релігія
Церква Воздвижения Чесного Хреста. 1926.
Дерев'яна церква – типова базилічна споруда 1920-х років. Вежу увінчує готичний шпиль, характерний для церков Потисся, фронтон прикрашено двома вежками-фіалами. Поряд стоїть каркасна дерев’яна дзвіниця з одним дзвоном.